# Zoran Roje
Zoran Roje (* 7. Oktober 1955 in Split) ist ein ehemaliger jugoslawischer Wasserballspieler. Er gewann mit der jugoslawischen Nationalmannschaft je eine olympische Gold- und Silbermedaille und war einmal Weltmeisterschaftsdritter und Europameisterschaftszweiter.

## Karriere
Zoran Roje spielte bis 1985 bei VK Primorje Rijeka. Danach spielte er noch acht Jahre als Profi in Italien.
Rojes erstes internationales Turnier war die Europameisterschaft 1977 in Jönköping, als die jugoslawische Mannschaft Zweite hinter den Ungarn wurde. 1978 bei der Weltmeisterschaft in West-Berlin wurden die Jugoslawen Dritter hinter den Italienern und den Ungarn, aber vor der sowjetischen Mannschaft. 1979 gewannen die Jugoslawen den Titel bei den Mittelmeerspielen in Split. 1980 bei den Olympischen Spielen in Moskau siegte die sowjetische Mannschaft vor den Jugoslawen und den Ungarn. Roje warf insgesamt fünf Tore, davon zwei im Spiel gegen die sowjetische Mannschaft. 1981 bei der Europameisterschaft in Split gewann die jugoslawische Mannschaft drei von sieben Spielen und belegte damit den vierten Platz. Im Jahr darauf belegten die Jugoslawen den siebten Platz bei der Weltmeisterschaft 1982. 1983 siegte Jugoslawien bei den Mittelmeerspielen in Casablanca. 1984 schlossen die Jugoslawen ihre Vorrundengruppe bei den Olympischen Spielen 1984 in Los Angeles als führendes Team ab. In der Finalrunde gewannen die Jugoslawen alle Spiele mit Ausnahme des Spiels gegen die Mannschaft aus den Vereinigten Staaten, das mit 5:5 endete. Die Jugoslawen erhielten die Goldmedaille wegen des gegenüber dem US-Team besseren Torverhältnisses. Roje warf im Turnierverlauf sieben Tore.
Nach seiner Spielerkarriere war Zoran Roje als Trainer bei VK Primorje tätig. 2003 wurde er als Trainer mit der kroatischen Nationalmannschaft Zweiter bei der Europameisterschaft in Slowenien. Bei den Olympischen Spielen 2004 kam die Mannschaft nur auf den zehnten Platz.